# セクアナ

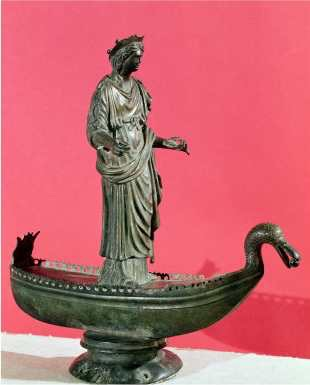
ガロ・ローマ文化の彫像

セクアナ（Sequana）は、ケルト神話の泉と癒しの女神たち。名前の由来はセーヌ河から（「セーヌの泉」の神格化）。通常に若い娘の姿で描かれる。
古代ヨーロッパに住んでいた妖精。紀元前1世紀から紀元1世紀頃までにセクアナの泉「フォンテス・セクアナ」の聖所と神殿が建立されている。